# Paracyatholaimus pesavis
Paracyatholaimus pesavis är en rundmaskart som beskrevs av Christian Wieser och Stephen Donald Hopper 1967. Paracyatholaimus pesavis ingår i släktet Paracyatholaimus och familjen Cyatholaimidae. Inga underarter finns listade i Catalogue of Life.